# Гейлі Бібер
Гейлі Род Болдвін, у шлюбі Бібер (англ. Hailey Rhode (Baldwin) Bieber; нар. 22 листопада 1996, Тусон, Аризона, США) — американська модель, підприємиця, засновниця та креативна директорка косметичного бренду Rhode.

## Життєпис
Народилася 22 листопада 1996 в місті Тусон, штат Аризона, в родині актора Стівена Болдвіна та графічної дизайнерки Кенії Деодато-Болдвін. Її мати — бразилійка італійського та португальського походження, а її батько англійського, ірландського, шотландського, французького та німецького походження. Дід Болдвін по материнські лінії — бразильський музикант Еумір Деодато.
Спочатку мала намір стати професійною балериною, але тренування довелося припинити через травму ноги.
Болдвін і Бібер отримали дозвіл на шлюб у вересні 2018 року. Бібери провели весільну церемонію в Південній Кароліні 30 вересня 2019 року.
Сповідує євангельське християнство й часто виголошує цитати з Біблії в соціальних мережах. Вона відвідує церкву Гіллзон, куди також ходить її чоловік Джастін Бібер.
У травні 2024 року стало відомо, що вона з чоловіком чекають дитину. 22 серпня у них народився син на ім'я Джек Блюз .

## Кар'єра

### Моделінг
Першим модельним агентством, з яким Бібер підписала контракт, було Ford models з Нью-Йорка. Спочатку вона з'явилася на сторінках журналів Tatler, LOVE, V і i-D. Першою її комерційною кампанією була співпраця з брендом French Connection взимку 2014 року. У жовтні 2014 року Гейлі дебютувала на подіумі, у презентаціях колекцій бренду Topshop та французької модельєрки Соні Рікель. У грудні 2014 року вона брала участь у фотосесії журналу LOVE, який також випустив короткий фільм фотографа Денієля Джексона, що вийшов на офіційному YouTube журналу.
У січні 2015 року Бібер знялася у фотосесії для американського Vogue, а у березні — для Teen Vogue. У квітні вона вперше знялася для обкладинки журналу Jalouse Magazine разом з моделлю Лакі Блю Смітом. Того ж місяця брала участь у двох фотосесіях для обкладинок нідерландського видання L'Officiel та американського Wonderland Magazine,, а також знялася для редакційних матеріалів журналів Miss Vogue та W. У липні 2015 року Бібер знялася в рекламі колекції Ральфа Лорена з австралійським співаком Коді Сімпсоном, а в жовтні повернулася на подіум для презентації колекцій Томмі Гільфігера та Філіппа Пляйна.
У січні 2016 року Бібер знялася в рекламі кампанії Ральфа Лорена і для корейського видання Vogue. Після участі в показі Томмі Гільфігера в лютому Бібер взяла участь у рекламних кампаніях колекцій весна/літо Філіппа Пляйна і Томмі Гільфігера. У той же час, знялася для журналу Self і у рекламі бренду H&M, створеної для музичного фестивалю Коачелла. У березні 2016 року Бібер підписала контракт з нью-йоркським модельним агентством IMG Models, а в травні з'явилася на обкладинці журналу Marie Claire, який назвав її «свіжим обличчям». Американська обкладинка журналу була такою ж, як і липневий номер нідерландського видання. У червні Бібер демонструвала на подіумі колекцію Moschino поряд з професійними супермоделями, такими як Міранда Керр, Алессандра Амброзіо, Джордан Данн і Шанель Іман, і того ж місяця дебютує як модель рекламної кампанії Guess.
Згодом Бібер знімалася для рекламної кампанії взуття UGG разом із супермоделлю Роузі Гантінгтон-Вайтлі. Разом з Джоан Смоллс Бібер стала обличчям лімітованої колекції одягу Карла Лагерфельда, доступної лише у Північній Америці під назвою «Love From Paris» (укр. З Любов'ю з Парижа). Бібер також з'являлася на шпальтах журналів Glamour та Vogue Italia. У вересні вона взяла участь у Нью-Йоркському тижні моди, демонструючи на подіумі колекції від Томмі Гільфігера, Прабаля Гурунга, Джеремі Скотта, Торі Берч та Метті Бована. Пізніше полетіла до Лондона, де провела вечірку, присвячену Лондонському тижню моди у Stradivarius,, під час якого взяла участь у показі Жульєна Макдональда,, пізніше у Мілані взяла участь у показі Dolce & Gabbana,, а згодом у Парижі демонструвала на подіумі колекцію Елі Сааб. Бібер знялася в рекламі спортивного одягу Прабаля Гурунга. Згодом знімалася в рекламних кампаніях святкової колекції Guess і колекції австралійського лейблу Sass & bide.. У листопаді Бібер знялася для обкладинок австралійського видання Harper's Bazaar та французького Elle.
У 2017 році Бібер з'явилася на обкладинках іспанського Harper's Bazaar разом з моделлю Джоном Кортахареном та американського, британського та японського виданнями Elle.

### Кіно та телебачення
У 2005 році 9-річна Бібер з'явилася зі своєю родиною в телевізійному документальному фільмі Livin It: Unusual Suspects, а у 2009 році вона знялася як камео в епізоді телешоу Суботнього вечора в прямому ефірі разом з дядьком Алеком Болдвіном. 2011 року зіграла у музичному відео австралійського співака Коді Сімпсона на пісню «On My Mind», а в 2016 році з'явилася у відео на пісню «Love To Love You Baby» французької моделі та співака Батиста Джіабіконі, що була кавером пісні однойменної пісні Донни Саммер, що вийшла 1975 року.
25 жовтня 2015 року Бібер стала телеведучою на премії MTV Europe Music Awards 2015 у Мілані, Італія, де разом з італійською супермоделлю Б'янкою Балті та англійським репером Тініє Темпахом оголошувала переможця у номінації «Найкраще відео», в якій перемогу виборов Macklemore і Раян Льюїс за кліп на пісню "Downtown".
19 червня 2016 року вона з моделлю Джіджі Хадід оголошувала виступ Шона Мендеса на премії iHeartRadio Much Music Video Awards 2016 у Торонто, Канада.
Починаючи з 2 травня 2017 року, Бібер веде нове шоу на телеканалі TBS Drop the Mic з репером Method Man, в якому чотири знаменитості зустрічаються в серії реп-битв.

### Випуск косметики
У 2016 році Бібер співпрацювала з брендом одягу The Daily Edited, рекламуючи колекцію сумок, що продавалася окремою лінійкою під назвою #theHAILEYedited. Того ж року вона оголосила про співпрацю з британським брендом взуття Public Desire, в рамках окремої лінійки #PDxHB, і повідомила про запуск власної колекції макіяжу разом австралійським брендом ModelCo.

## Громадська позиція
Під час повномасштабного російського вторгнення в Україну, яке є частиною російсько-української війни Гейлі Бібер та її чоловік Джастін Бібер висловили підтримку Україні.

## Фільмографія

### Телебачення
| Рік          | Назва                               | Роль       | Примітки                                |
| ------------ | ----------------------------------- | ---------- | --------------------------------------- |
| 2005         | Livin It: Unusual Suspects          | Себе       | Документальний фільм                    |
| 2009         | Суботнього вечора в прямому ефірі   | Себе       | Епізод: «Алек Болдвін/Jonas Brothers»   |
| 2015         | Секрети Нью-Йоркського тижня моди   | Себе       | Документальний фільм                    |
| 2015         | MTV Europe Music Awards 2015        | Співведуча | Разом з Б'янкою Балті та Тініє Темпахом |
| 2016         | iHeartRadio Much Music Video Awards | Співведуча | Разом з Джіджі Хадід                    |
| 2017–present | Drop the Mic                        | Співведуча | Разом з Method Man                      |
| 2018         | iHeartRadio Music Awards            | Співведуча | Разом з DJ Khaled                       |

### Музичні відео
| Рік  | Назва                 | Виконавець        | Роль               | Прим.  |
| ---- | --------------------- | ----------------- | ------------------ | ------ |
| 2011 | On My Mind            | Коді Сімпсон      | Романтична героїня | [ 74 ] |
| 2016 | Love To Love You Baby | Батист Джіабіконі | Дівчина            | [ 75 ] |

## Нагороди та номінації
| Рік  | Премія             | Номінація               | Результат | Прим.  |
| ---- | ------------------ | ----------------------- | --------- | ------ |
| 2016 | Teen Choice Awards | Найсексуальніша красуня | Номінація | [ 85 ] |
| 2016 | Teen Choice Awards | Найкраща модель         | Номінація | [ 85 ] |
| 2017 | Teen Choice Awards | Найкраща модель         | Номінація | [ 86 ] |
| 2018 | Teen Choice Awards | Улюблена ТБ-особистість | Номінація |        |